# Quitman County (Georgia)
Das Quitman County ist ein County im Bundesstaat Georgia der Vereinigten Staaten. Der Verwaltungssitz (County Seat) ist Georgetown und ist mit der Ausdehnung des Countys identisch.

## Geographie
Das County liegt im Südwesten von Georgia, an der Grenze zu Alabama und hat eine Fläche von 417 Quadratkilometern, wovon 24 Quadratkilometer Wasseroberfläche sind und grenzt im Uhrzeigersinn an folgende Countys: Stewart County, Randolph County und Clay County.

## Geschichte
Quitman County wurde am 10. Dezember 1858 aus Teilen des Randolph County und des Stewart County gebildet. Benannt wurde es nach General John A. Quitman, einem Anführer im texanisch-mexikanischen Krieg, Gouverneur von Mississippi und ein Fürsprecher der Staatsrechte.